# Catalan TV
Catalan TV és un canal privat de televisió local de la població sarda de l'Alguer. Catalan TV emet la seva programació tant en italià com en català (en la variant dialectal algueresa).
L'emissora va començar a emetre el mes de juliol de l'any 2004 i emet alguns programes produïts per Televisió de Catalunya (com les sèries Sitges i Plats Bruts). Anteriorment, ja hi havia hagut una televisió algueresa, Tele Riviera del Corallo, que va ser inaugurat el desembre del 1976 i, des d'un principi, emetia una part de la seva programació en català. L'any 1984 va començar a emetre els Telenotícies i alguns altres programes de TV3. L'any 1991 va deixar d'emetre.
La televisió, que en el passat va ser part de la sindicació Port TV, emetía en el canal 38 UHF de Monte Palmavera en les ciutats de l'Alguer, Olmedo, Villanova Monteleone i Putifigari però a partir dels inicis de 2022 emete en tota l'illa. Segons els seus creadors, Catalan TV té l'objectiu de divulgar i promoure entre els algueresos l'ús del català (en la variant algueresa) i de la cultura catalana, gràcies als nombrosos programes emesos en aquesta llengua (incloent-hi els Telenotícies).